# Сулима, Виль Савельевич
Виль Савельевич Сулима (5 апреля 1937, Одесса — 26 августа 2006, Одесса) — советский футболист, нападающий, полузащитник, тренер. Судья. Мастер спорта СССР (1958).
В первенстве СССР выступал за команды низших лиг «Пищевик» Одесса (1954—1956), СКВО / СКА Одесса (1957 — КФК, 1958—1959, 1962), «Авангард» Черновцы (1960—1962), «Локомотив» Винница (1963—1964), «Дунаец» Измаил (1965), «Шахтёр» Енакиево (1966). Старший тренер енакиевской команды в 1967—1969 (1970) годах.
В 1974—1975 годах судил матчи первенства СССР.